# Gumières
Gumières é uma comuna francesa na região administrativa de Auvérnia-Ródano-Alpes, no departamento de Loire. Estende-se por uma área de 16,12 km². Em 2010 a comuna tinha 330 habitantes (densidade: 20,5 hab./km²).